# Zach Ziemek
Zachery (Zach) Ziemek (ur. 23 lutego 1993 w Itasce w stanie Illinois) – amerykański lekkoatleta specjalizujący się w wielobojach.
Piętnasty zawodnik światowego czempionatu w Pekinie (2015), natomiast rok później reprezentował kraj podczas rozgrywanych w Rio de Janeiro igrzysk olimpijskich. W 2022 zdobył brązowy medal podczas mistrzostw świata w Eugene.
Złoty medalista mistrzostw Stanów Zjednoczonych, stawał także na najwyższym stopniu podium podczas czempionatu NCAA.
Rekordy życiowe: dziesięciobój – 8676 pkt. (24 lipca 2022, Eugene); siedmiobój – 6173 pkt. (12 marca 2016, Birmingham).

## Osiągnięcia
| Rok  | Impreza                   | Miejsce        | Konkurencja   | Lokata      | Wynik     |
| ---- | ------------------------- | -------------- | ------------- | ----------- | --------- |
| 2015 | Mistrzostwa świata        | Pekin          | dziesięciobój | 15. miejsce | 8006 pkt. |
| 2016 | Igrzyska olimpijskie      | Rio de Janeiro | dziesięciobój | 7. miejsce  | 8392 pkt. |
| 2017 | Mistrzostwa świata        | Londyn         | dziesięciobój | –           | DNF       |
| 2018 | Halowe mistrzostwa świata | Birmingham     | siedmiobój    | 6. miejsce  | 5941 pkt. |
| 2021 | Igrzyska olimpijskie      | Tokio          | dziesięciobój | 6. miejsce  | 8435 pkt. |
| 2022 | Mistrzostwa świata        | Eugene         | dziesięciobój | 3. miejsce  | 8676 pkt. |
| 2023 | Mistrzostwa świata        | Budapeszt      | dziesięciobój | –           | DNF       |
| 2024 | Igrzyska olimpijskie      | Paryż          | dziesięciobój | 17. miejsce | 7983 pkt. |